# Louis Quenault
« Quenault » redirige ici. Pour l’article homophone, voir Queneau.
Louis Jean Eugène Quenault, né le 2 octobre 1892 dans le 11e arrondissement de Paris et mort le 26 avril 1958 à Marseille, est un aviateur français de la Première Guerre mondiale célèbre pour avoir participé au premier combat aérien victorieux de l’histoire.

## Biographie
D’origine populaire, Louis Quenault est le fils naturel d’une cuisinière d’origine luxembourgeoise, Marie Lanners. Reconnu à l’âge de treize ans par Eugène-Léon Quenault, il en porte dès lors le nom.
Caporal mécanicien aviateur affecté auprès du sergent-pilote Joseph Frantz au sein de l’escadrille de reconnaissance aérienne escadrille V 24, il est son équipier à bord du biplan Voisin LA III à moteur Salmson, numéro 89, lors de la mission qui les confronte, le 5 octobre 1914, à un avion allemand de reconnaissance Aviatik B.I au-dessus de Jonchery-sur-Vesle (Marne).
Durant le combat aérien qui s’ensuit, Quenault sert la  Mitrailleuse Hotchkiss modèle 1914 montée sur le Voisin. Sa deuxième rafale abat l’adversaire. L’Aviatik tombe dans les lignes françaises, ce qui permet d’homologuer officiellement ce succès. L’équipage français remporte ainsi la toute première victoire aérienne de l’histoire. Célébrés par la presse pour leur fait d'armes, les deux hommes sont également récompensés par l’autorité militaire, Frantz étant décoré de la Légion d’honneur tandis que Quenault l’est de la Médaille militaire.
Quenault est ensuite affecté à la division fusiliers marins de Villacoublay le 25 janvier 1915. Marié à deux reprises après la guerre, il vit à Marseille des années 1930 à sa mort. Sa dépouille repose au cimetière de Peyruis (Alpes-de-Haute-Provence).

## Distinction
- Médaille militaire